# Betcave-Aguin
Betcave-Aguin è un comune francese di 100 abitanti situato nel dipartimento del Gers nella regione dell'Occitania.

## Società

### Evoluzione demografica
Abitanti censiti